# Getruta

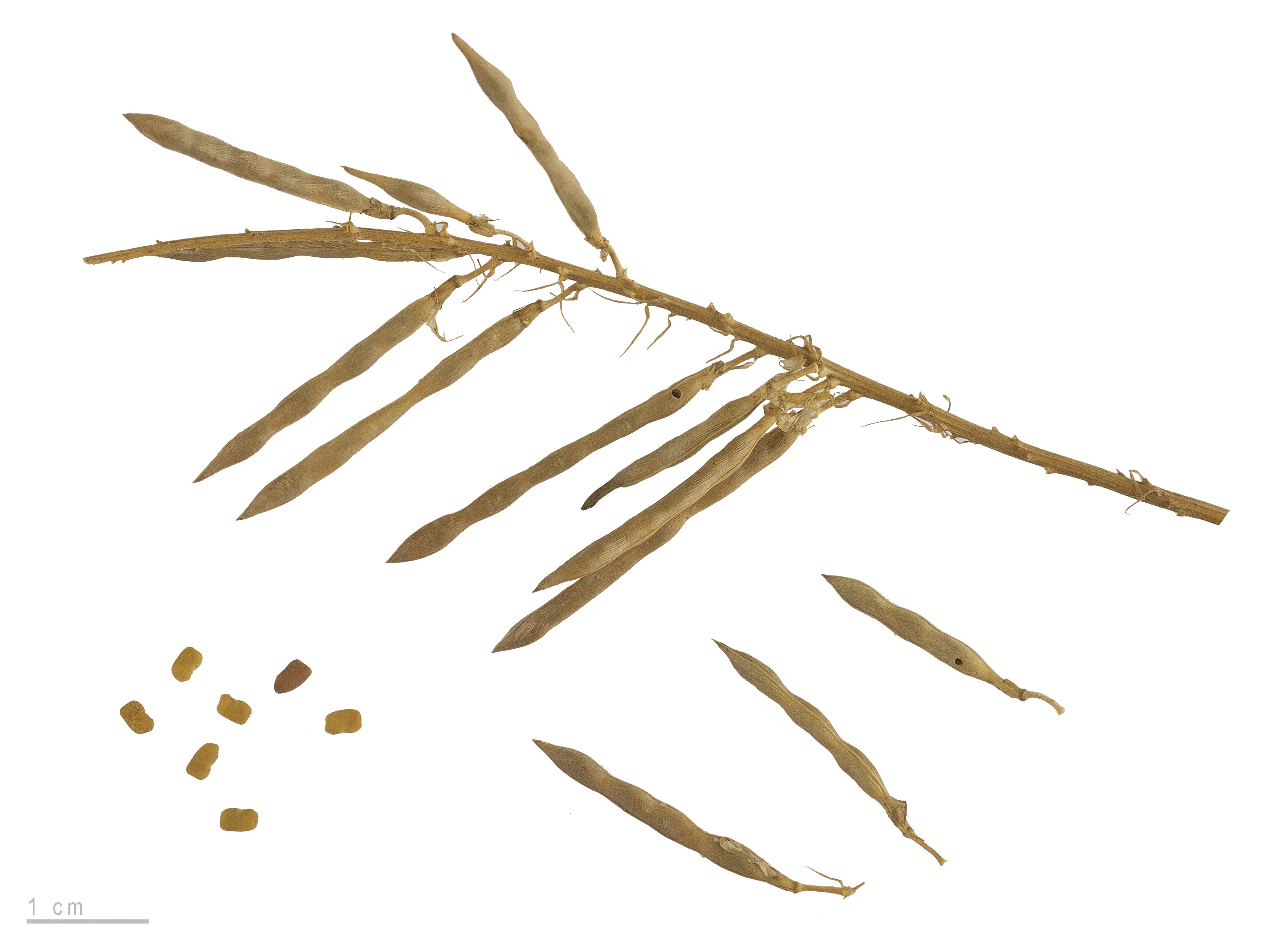
Galega officinalis (frön)

Getruta (Galega officinalis) är en växtart i familjen ärtväxter. Dess naturliga utbredningsområde är i Mellanöstern. Därifrån har den i modern tid spritt sig norrut in i Europa och österut till västra Pakistan. Arten odlas som trädgårdsväxt i olika regioner.
Växten utvecklas varje år från rötterna. Den når en höjd av 60 till 120 cm och blommar i juli och augusti. Blommorna har en ljus violett färg och är lite nedåtriktade. Kronbladen har en fjärilslik anordning. Artens frön är 2 till 5 cm långa och cylinderformig. En obekräftad förklaring för trivialnamnet är ett gammalt påstående att boskapsdjur som äter växten producerar mer mjölk. Växten tål inte frost.
Getruta introducerades på några ställen i Nordamerika. Den växer i kulliga områden och i bergstrakter mellan 100 och 1500 meter över havet. Den hittas som undervegetation i trädgrupper och buskskogar eller på ängar, diken, intill vattendrag samt intill vägar.
Inom den traditionella medicinen används getruta mot diabetes. Det saknas vetenskapliga bevis som stödjer användningen.
För beståndet är inga hot kända. Hela populationen anses vara stabil. IUCN listar arten som livskraftig (LC).